# Мосхимфармпрепараты
ОАО «Мосхимфармпрепараты» им. Н. А. Семашко» —  старейшая российская фармацевтическая компания, крупный производитель фармацевтических препаратов в России. Полное наименование — Открытое акционерное общество «Московское производственное химико-фармацевтическое объединение им. Н. А. Семашко».

## Собственники и руководство
ОАО «Мосхимфармпрепараты» им. Н. А. Семашко» образовано в 2006 году в результате акционирования одноименного федерального государственного унитарного предприятия.
Единственный владелец компании — Российская Федерация в лице Федерального агентства по управлению государственным имуществом (100% обыкновенных акций Общества находятся в федеральной собственности).

## История
11 октября 1882 года московский купец первой гильдии Р. Р. Кёлер открыл в Рогожской части Москвы на Вороньей улице (ныне улица Сергия Радонежского) в собственном доме фабрику фармацевтических принадлежностей. Эта фабрика стала первым в России промышленным предприятием по производству лекарственных средств и сыграла большую роль в становлении отечественной химико-фармацевтической промышленности. В журнале «Нива» (№ 49, 1900 г.) отмечалось, что историческая заслуга первого в России химико-фармацевтического предприятия Кёлера состоит «в водворении в России новой отрасли обрабатывающей промышленности – производства химических и фармацевтических препаратов с целью вытеснения с русских рынков однородных продуктов иностранного производства. Заслуга эта имеет многостороннее государственное значение».
Начало XX века ознаменовалось ростом московской фармацевтической промышленности. Так, объединению «В.К. Феррейн» принадлежали два завода и лаборатории в Москве; фирме «Л. Столкинд и К» — завод на Воронцовской улице, производивший галеновые препараты (в дальнейшем приобретенный фирмой «К. Эрманс и К», занимавшейся производством фармацевтических, парфюмерных и хозяйственных товаров); был создан ряд других химико-фармацевтических производств в Москве. С началом военных действий 1914 года при поддержке Московского комитета содействия развитию фармацевтической промышленности (пред. А. Е. Чичибабин) были организованы Московский алкалоидный завод и Московский салициловый завод.
В апреле 1918 года  был подписан декрет о национализации химико-фармацевтических предприятий, в соответствии с которым они становились государственными фармзаводами. В 1928—1932 годы заводы перепрофилировали и модернизировали, был прекращен выпуск парфюмерных и косметических изделий.
В 1976 году в соответствии с приказом Министерства медицинской промышленности СССР  было создано Московское производственное химико-фармацевтическое объединение «Мосхимфармпрепараты», в которое вошли пять московских заводов, история которых начинается с конца XIX века – начала XX века:
- Фармацевтический завод имени Н. А. Семашко,
- Московский химико-фармацевтический завод № 1,
- Московский химико-фармацевтический завод имени 8 Марта,
- Московский алкалоидный завод,
- Московский салициловый завод.

Производственное объединение выпускало более 150 наименований продукции. Лекарственные препараты экспортировались почти в сорок стран мира, среди которых  Великобритания, Франция, Италия, Германия, Югославия, Венгрия, Болгария и многие другие.
В 1982 году Министерство медицинской промышленности СССР одобрило ходатайство руководства объединения «Мосхимфармпрепараты» об изменении его названия к 100-летнему юбилею. В связи с тем, что одним из ведущих производств объединения «Мосхимфармпрепараты» считалось производство ампульных препаратов (бывший фармацевтический завод имени Н. А. Семашко), оно получило название «Московское производственное химико-фармацевтическое объединение им. Н. А. Семашко».
В 2006 году путём акционирования федерального государственного унитарного предприятия «Московское производственное химико-фармацевтическое объединение им. Н. А. Семашко» было создано открытое акционерное общество.
В мае 2018 ОАО «Мосхимфармпрепараты» признано банкротом. Компанию планировали до ноября 2018 года передать в управление «Ростеху».  Сумма долга «Мосхимфармпрепаратов» перед кредиторами превышает 636 млн рублей, а восстановление его финансово-хозяйственной деятельности «не представляется возможным», сказано в принятом 4 мая решении Московского арбитражного суда. Крупнейшие кредиторы – Сбербанк и Промсвязьбанк.
Суд постановил назначить конкурсного управляющего и открыть в отношении компании конкурсную процедуру сроком на шесть месяцев.
В мае 2019 Госкорпорация Ростех достигла договоренностей о заключении мирового соглашения с кредиторами ОАО «Московское производственное химико-фармацевтическое объединение им. Н.А. Семашко». Это создает предпосылки для прекращения процедуры банкротства и сохранения промышленного потенциала предприятия.
Юридическое лицо признано несостоятельным (банкротом) и в отношении него открыто конкурсное производство с 21 апреля 2020 года. 

## Деятельность
Производственный комплекс ОАО «Мосхимфармпрепараты» им. Н. А. Семашко» исторически  расположен  на  трех площадках в центре Москвы:
- Производство № 1 — цех по производству препаратов в мелкоемких ампулах, таблетно-фасовочный участок.
- Производство № 2 — цех фасовки и производства препаратов в крупноемких ампулах, участок по производству аэрозолей.
- Производство № 3 — цех по производству готовых лекарственных средств.

Общество  располагает собственным складским комплексом в Москве.
Портфель Общества содержит более 100 наименований лекарственных средств различных фармакотерапевтических групп и форм выпуска. Около 50 % ассортимента входит в перечень Жизненно необходимые и важнейшие лекарственные средства, утверждённый Правительством Российской Федерации. В ТОР 5 препаратов Общества по итогам розничных продаж в I полугодии 2010 года входили сальбутамол, аллохол, энтеродез, кальция глюконат и ницерголин.
Продукция Общества представлена как в регионах России, так и в странах ближнего и дальнего зарубежья (Азербайджан, Беларусь, Молдова, Таджикистан, Монголия, КНДР и др.).